# INI-12
INI-12 fou el segon turboreactor fabricat a Espanya per un conjunt d'empreses, que, després, i davant de les facilitats d'obtenir material estranger, es va abandonar.

## Història
Després de l'intent de l'INI-11, es va continuar amb el mateix plantejament i equip, en un altre intent d'aconseguir un turboreactor espanyol. En aquest cas, es va copiar l'Hispano Suiza R-800 (desenvolupat a França) per equipar l'avió Hispano Aviación HA-300. En el disseny de l'HA-300, hi va haver canvis, ja que el projecte es va vendre a Egipte, amb la intenció de muntar motors dissenyats allí com el Helwan, o el que finalment es va muntar: el Bristol Orpheus Mk 703-S-10.
El prototip provat a l'INTA va donar 1.400 Kg d'empenta en lloc dels 1.200 Kg que donava el HS R-800 el 1955. Es va evolucionar el motor, que estava a punt per donar els 1.600 kg, que pels motius que ja s'han exposat, es va abandonar el seu desenvolupament.
Avui es pot veure una maqueta a escala natural de l'avió HS-300 al Museu de Cuatro Vientos a Madrid.